# Podgóry (przystanek kolejowy)
Podgóry – zlikwidowany w 1945 roku przystanek kolejowy w Podgórach, w gminie Kępice, w powiecie słupskim, w województwie pomorskim, w Polsce.